# Gianfranco Lombardi
Pour les articles homonymes, voir Lombardi.
Gianfranco Lombardi, né le 20 mars 1941, à Livourne, en Italie et mort le 22 janvier 2021 à Cocquio-Trevisago, est un joueur et entraîneur italien de basket-ball.

## Palmarès
- Vainqueur des Jeux méditerranéens de 1963